# Manuscrito de Old Hall

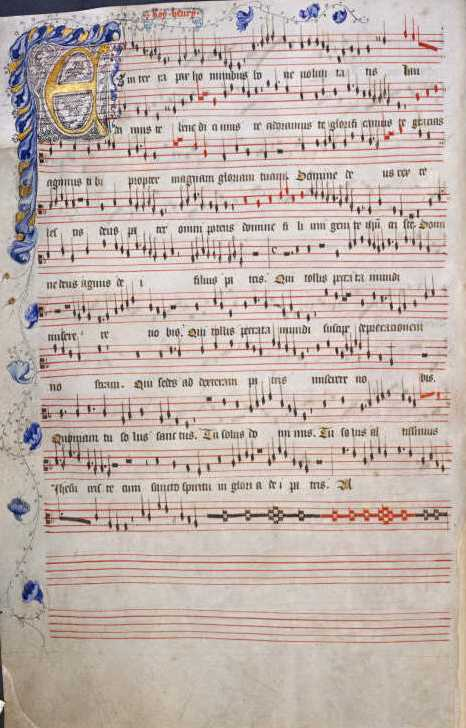
Folio 12v do Manuscrito de Old Hall, com uma abertura decorada do Gloria do Roy Henry.

O Manuscrito de Old Hall é a maior, mais completa e mais importante fonte de música sacra inglesa do fim do século XIV e do início do século XV. Seu nome provém de sua antiga origem em Old Hall, no St. Edmund's College, e como que por milagre escapou da maciça destruição de manuscritos ocorrida na dissolução dos mosteiros ordenada por Henrique VIII por volta de 1530. Em meados do século XX o manuscrito foi leiloado e hoje se encontra na Biblioteca Britânica (MS 57950).
Possui três volumes. O terceiro é de revisões de material do primeiro. No total são 148 composições, das quais 77 são escritas em partituras e não em partes separadas. A maioria das obras é de seções da missa, agrupadas por tipo - os Credos todos juntos, os Glorias idem, etc - e entre estes grupos foram intercaladas peças avulsas como motetos e conducti.
O Manuscrito foi compilado no início do século XV, ao longo de talvez 20 anos, por vários escritores. Ao que parece o trabalho foi encerrado com a morte de Thomas, Duque de Clarence, o que permite a datação da última peça transcrita, um moteto nupcial de Byttering quase certamente escrito para as bodas de Henrique V e Catarina de Valois, em 2 de junho de 1420, e de algumas outras associadas às celebrações da vitória na Batalha de Agincourt, em 1415.
Estão presentes peças em vários estilos e técnicas, incluindo o descanto, obras com predomínio do soprano, composições isorrítmicas e cânones, alguns de grande complexidade, e o conjunto ilustra um estilo geral com nítidas características inglesas, com sua preferência por intrincadas elaborações rítmicas e melódicas, e aponta seu cruzamento com influências continentais, principalmente francesas, que na época caminhavam em direção a uma crescente simplicidade. Outro traço interessante é a presença dos primeiros exemplos do uso de vozes divididas (divisi) na polifonia coral.
São representados no manuscritos os compositores Leonel Power, Pycard, William Typp, Thomas Byttering, John Dunstable, Oliver, Chirbury, Excetre, John Cooke, um certo Roy Henry (provavelmente Henrique V mas também pode ser o rei Henrique IV), Queldryk, John Tyes, Aleyn, Fonteyns, Gervays, Lambe, Nicholas Sturgeon, Thomas Damett, e outros, sendo alguns estrangeiros, como Antonio Zachara da Teramo. 

## Links
- Catálogo da British Library[ligação inativa]
- Imagens digitais em alta resolução de todo o manuscrito